# Neufchâtel (ser)
Neufchâtel – francuski miękki, pełnotłusty, podpuszczkowy ser dojrzewający, produkowany z mleka krowiego. Jego nazwa pochodzi od miejscowości Neufchâtel-en-Bray w regionie Górna Normandia. Od 1969 roku posiada certyfikat Appellation d’origine contrôlée (AOC).

## Opis
Neufchâtel najczęściej wytwarzany jest w formie sercowatej, choć może mieć również kształt krążka, beczułki lub sześcianu. Posiada suchą, gładką, białą skórkę, która z czasem brązowieje. Wnętrze jest jednorodne, jasnożółte, z czasem robiące się również brązowe. Ma bardzo przyjemny zapach oraz łagodny i delikatnie kwaskowaty smak. Bardzo dobrze się rozsmarowuje.

## Amerykańska odmiana
W 1872 roku mieszkający w okolicach Nowego Jorku mleczarz,William Lawrence, stworzył amerykańską odmianę neufchâtela, dodając do jego receptury śmietanę. Jest on delikatniejszy, zawiera więcej wody i białka oraz posiada mniej tłuszczu w suchej masie (ok. 33%).

## Produkcja
Ser wytwarza się z mleka zbieranego w okresie od kwietnia do listopada. Mleko podgrzewa się do temperatury 20 °C i dodaje do niego podpuszczkę, po czym odstawia się na 24-36 godzin. Po tym czasie do masy dodaje się grzyby penicillum candium i formuje  serki. Następnie trafiają one do pomieszczenia o temperaturze 12–14 °C i wilgotności 95%, gdzie dojrzewają przez 8–10 tygodni.

## Historia
Neufchâtel jest jednym z najstarszych francuskich serów, którego, według tradycji, początki sięgają VI wieku. Pierwsza historyczna wzmianka pochodzi z 1035 roku, kiedy to Hugo I z Gournay podarował ten ser opactwu w Signy. W czasie wojny stuletniej, według legendy, miał być ofiarowywany przez młode kobiety rycerzom, aby poprzez jego kształt wyrazić swoje uczucia. W XVII wieku neufchâtel był wysyłany do Paryża i Rouen oraz Wielkiej Brytanii.